# Ламехов, Анатолий Алексеевич
Анатолий Алексеевич Ламехов (14 апреля 1931 — 8 августа 2020) — советский моряк. Герой Социалистического Труда (1984).

## Биография
Анатолий Ламехов родился 14 апреля 1931 года в Кольчугино (ныне Владимирская область). В детстве жил на Донбассе (территория Украины), где получил среднее образование. В 1955 году он окончил Североморское высшее военно-морское училище. Затем служил на Военно-морском флоте, но в 1956 году из-за сокращения был уволен в запас.
После ухода в запас работал в Мурманске штурманом на судах Севрыбы. В 1957 году начал служить в Мурманском морском пароходстве, служил на ледоколах «Капитан Белоусов», «Капитан Воронин» и «Мурманск». Дошёл до звания капитана. В 1972 году был назначен старшим помощником капитана ледокола «Арктика», который к тому времени находился на постройке. В 1977 году принял участие в первом надводном походе на Северный полюс. С 1983 по 1985 году был капитаном этого ледокола. В 1985 году принял атомный ледокол «Россия». В 1990 году, под командованием А. А. Ламехова, атомный ледокол «Россия», совершил первый в мире коммерческий рейс на Северный Полюс, с иностранными туристами.
Умер 8 августа 2020 года, похоронен на Большеохтинском кладбище в Санкт-Петербурге.

## Награды
Анатолий Алексеевич Ламехов был награждён следующими советскими и российскими наградами:
- Медаль «Серп и Молот» (2 марта 1984 — № 20298);
- Орден Ленина (2 марта 1984 — № 400660);
- Орден Октябрьской Революции;
- Орден «За заслуги перед Отечеством» 3-й степени (30 декабря 1995);
- Знак «Почётному полярнику»;
- Знак «Ветерану „холодной войны“ на море»;
- также ряд медалей.